# Zespół Natowicza
Zespół Natowicza (łac. syndroma Natowicz, ang. Natowicz syndrome, hyaluronidase deficiency, hyaluronoglucosidase deficiency, MPS IX) – mukopolisacharydoza typu IX, genetycznie uwarunkowana choroba metaboliczna, dziedziczona autosomalnie recesywnie. Charakteryzuje się niedoborem wzrostu, słabo zaznaczonymi zmianami rysów twarzy oraz miękkimi guzami wokół stawów, bez objawów niepełnosprawności intelektualnej. 

## Historia
Zespół został opisany po raz pierwszy w 1996 roku przez zespół pod kierownictwem amerykańskiego lekarza Marvina Natowicza.

## Etiologia
Choroba spowodowana jest uszkodzeniem genu HYAL1 znajdującego się na krótkim ramieniu chromosomu 21, w regionie p21. Mutacja powoduje zamianę kwasu glutaminowego w pozycji 268 na lizynę i poprzez to wytworzenie kodonu nonsensownego. Gen HYAL1 jest jednym z trzech genów kodujących hialuronidazę. Geny HYAL2 i HYAL3 mające istotnie różną ekspresję kodują lizosomalne hialuronidazy, mające różną ekspresję tkankową oraz różną rolę w metabolizmie kwasu hialuronowego, co pozwala przypuszczać, że istnieją kolejne mukopolisacharydozy związane z uszkodzeniem tych genów.

## Epidemiologia
Częstość występowania szacowana jest na poniżej 1 na 1 000 000 żywych urodzeń.

## Obraz kliniczny
Do obrazu klinicznego należą: niski wzrost, słabo wyrażone zmiany twarzoczaszki (spłaszczone nasada nosa, rozdwojony języczek, podśluzówkowy rozszczep podniebienia) oraz miękkie guzy wokół dużych oraz małych stawów. Po zachorowaniu przebiegającym z gorączką lub po wysiłku fizycznym guzy wokółstawowe ulegają bolesnemu obrzękowi, czemu towarzyszy uogólniony obrzęk skóry, które ustępują w ciągu 72 godzin.

## Rozpoznanie
Podstawą rozpoznania jest stwierdzenie typowego obrazu klinicznego oraz zwiększonego wydalania kwasu hialuronowego w moczu.

## Diagnostyka różnicowa
Zespół Natowicza należy różnicować z chorobą Dercuma oraz młodzieńczą fibromatozą chrząstek szklistych. 

## Leczenie
Nie ma leczenia przyczynowego zespołu Natowicza. 

## Rokowanie
Rokowanie nie jest znane.